# Ro05-4082
Ro05-4082 (N-metilclonazepam, ID-690) é um derivado de benzodiazepina desenvolvido na década de 1970. Ele tem propriedades sedativas e hipnóticas e tem quase a mesma potência do próprio clonazepam. Mas nunca foi introduzido no uso clínico. É um isômero estrutural do meclonazepam (3-metilclonazepam) e, da mesma forma, foi vendido como um medicamento projetado, sendo identificado pela primeira vez na Suécia em 2017.